# Lars Jonsson (politiker)
Lars Johan Jonsson (i riksdagen kallad Jonsson i Haverö), född 25 maj 1892 i Gillhov, Jämtlands län, död 28 april 1968 i Haverö, Västernorrlands län, var skogsarbetare och socialdemokratisk riksdagspolitiker.
Jonsson var ledamot av riksdagens andra kammare från 1933 i valkretsen Västernorrlands läns valkrets.